# Палия
Палия (лат. Salvelinus lepechini) — вид пресноводных лучепёрых рыб семейства лососёвых, ряд источников относят к синонимам арктического гольца (Salvelinus alpinus).

## Распространение
Обитает в озёрах Швеции, Финляндии, южной Норвегии и России. На территории России обитает в Ладожском и Онежском, Пальозере, Топозере, Пяозере, Сегозере и других озёрах в Северной Карелии, а также в крупных озёрах Кольского полуострова: Имандра, Умбозеро, Ловозеро.
Предполагается присутствие в бассейне реки Уса.

## Описание
Вид от других представителей рода Salvelinus отличается яркой окраской, крупной головой и выпуклым лбом. Различия по счётным характеристикам, пропорциям тела, форме костей головы и хрящевого черепа в целом считаются незначительными, на основании чего распространено мнение о таксономическом единстве палии и арктического гольца.
Среднего и крупных размеров рыба с крупной головой, хищным ртом и высоким телом. На челюстях, нёбной и язычной костях, сошнике небольшие зубы. Верхняя челюсть заходит за задний край глаза, нижняя приострена, сплющена по бокам. Выросты на конце нижней и выемка на конце верхней челюсти встречается только у самцов, но слабо развиты. Парные и анальный плавники длинные. Хвостовой стебель высокий, хвостовой плавник маловыемчатый. Голова и спина сверху тёмные, бока зеленовато-серого цвета, брюхо бывает ярко-оранжевое или жёлтое.
На боках расположены редкие и мелкие пятна ярко-оранжевой окраски. Губы обычно жёлтые. Парные и анальный плавники от красновато-серых до оранжевого цвета, их наружные лучи белые. По концам лучей хвостового плавника имеется кайма красная либо оранжевая, крайние лучи плавника могут быть белыми или чёрными.
D III—V 9-11, A III—V 8-11, P I 10-13, V II 9-10. В боковой линии насчитывается 114—160 чешуй; жаберных тычинок от 20 до 30; позвонков 62—66; пилорических придатков 32—52.
Различают две озёрные формы:
- лудожная палия — сравнительно мелководная
- кряжевая палия — более глубоководная, встречается на глубинах до 70—150 м

Из озера Сегозеро описан подвид чёрноротая сегозерская палия Salvelinus lepechini melanostomus Berg, 1932, обычно относимый к синонимам.

## Образ жизни
Преимущественно ведёт озёрный образ жизни, иногда крайне редко встречается в реках.
По характеру питания — эврифаг, поедает рыбу: ряпушку, корюшку, колюшку, а также бокоплавов, моллюсков, воздушных и водных насекомых (личинок и имаго хирономид, ручейников, поденок, веснянок).
Растёт медленно, ежегодные приросты длины тела 1—2 см. Созревание может наступать в четвёртый год жизни, но большая часть особей становится половозрелой на пятом году, а отдельные особи созревают только на шестом году жизни.
Особи нерестятся неежегодно. Размножение идёт с конца лета по октябрь. Икрометание происходит на отмелях у берегов на каменистом грунте, реже на песчано-галечном. Абсолютная плодовитость составляет 1470—8040, но в среднем около 2914 икринок. Икра жёлтого цвета, диаметром 3,0—3,5 мм.

## Значение
Считается ценной рыбой, имеющей местное промысловое значение. Длина достигает 75 см, при этом масса может составлять около 9 кг.
В 1936 г. Карельская научно-исследовательская рыболовная станция проводила выпуск искусственно выращенной палии в озеро Сандал в Кондопожском районе.
Численность палии везде снижается. Вид внесён в Красную книгу Карелии

## Таксономия
Первоначально из-за внешнего сходства вид помещали в род благородных лососей (Salmo).
- Salmo lepechini Gmelin in: Caroli a Linné ... Systema Naturae per regna tria naturae.[исп.] Vol. 1(3), Parte 3: 1374. 1788. по Лепёхину Ладожское озеро.
- Salmo palja Walbaum in: Artedi, 1792: 67 (по Лепехину).
- Salmo autumnalis Pallas, 1814: 355 (Ладожское озеро, неверно р. Нева).
- Salmo alpinus (non Linnaeus) Malmgren, 1863: 56 (Ладожское озеро);
- Salmo alpinus Jaaskelainen, 1917: 273 (Ладога).
- Salmo salvelinus (non Linnaeus)  Kessler, 1864: 164 (Ладожское озеро);
- Salmo salvelinus (non Linnaeus)  Kessler, 1868: 60 (Онежское, Пальозеро, Сегозеро, Ельмозеро).
- Salvelinus alpinus var. salvelinus Berg, 1916: 64.
- Salvelinus lepechini Berg, 1932: 172 (озера Ладожское и Онежское);
- Salvelinus lepechini melanostomus Berg, 1932: 177 (Сегозеро).
- Salvelinus lepechini Покровский, 1936: 65 (Толвуйское и Пялемское Онего);
- Salvelinus lepechini Колюшев, 1967: 269—273 (Имандра, Умбозеро, Ловозеро).
- Salvelinus alpinus complex Савваитова, 1989: 15.
- Salvelinus lepechini Решетников Аннотированный каталог, 1998: 38; Атлас пресноводных рыб России, 2002: 110 (ареал).